# 宇都宮民
宇都宮 民（うつのみや たみ、1964年8月20日 - ）は、愛媛県を拠点に活動する日本のフリーアナウンサー。愛媛県西宇和郡伊方町出身。

## 来歴
奈良女子大学文学部教育学科を卒業後、1987年に南海放送 (RNB) に入社。1993年9月から同局で放送されているラジオ番組『ラジオエッセイ〜くめさんの空〜』は、出演者である宇都宮が局アナ時代に自ら企画して立ち上げたものである。
1997年に南海放送を退社し、フリーアナウンサーとなる。フリーに転じてからも、引き続き南海放送のラジオ番組に出演している。
また2004年10月からは、青年海外協力隊の活動内容を紹介するラジオ番組『世界の中心で愛を伝える！青年海外協力隊』を自ら制作・担当し、「愛媛県青年海外協力隊を育てる会」の総会においても長年パネルディスカッションの進行役を務めるなど、国際協力機構 (JICA) の事業の周知活動に携わっている。そうした活動を認められ、2013年にJICA理事長から国際協力感謝賞を贈られた。
このほか、南海放送が毎年秋に開く期間限定のアナウンススクール、カルチャーセンター、松山大学、松山東雲短期大学などで非常勤講師を務める。
既婚者。

## 担当番組
テレビ
- なんかいNEWS5-30

ラジオ
- ラジオエッセイ〜くめさんの空〜
- 加戸さんの今日もあなたと[8]
- 宇都宮民のビューティフルモーニング
- 世界の中心で愛を伝える！青年海外協力隊
- しあわせアルル[3]
- ちびっこバンザイ[3]
- おはなしころりん えほんのもり[3]
- なんで？どうして？おしえて子育て[9]
- 宇都宮民のおいしい朝ラジオ
- ラジオセラピー〜幸せを育む心理学〜[10]
- キルシェ SOUND MAP → キルシェ 二人ぼっちのシングルナイト[2]

## 著書
- ラジオ！「幸せを育む素敵な人間関係」（著者：宇都宮民、愛媛選択理論研究会）[11]